# Ardusat
Ardusat là một xã thuộc hạt Maramureș, România. Dân số thời điểm năm 2002 là 2557 người.